# 推しが上司になりまして
『推しが上司になりまして』（おしがじょうしになりまして）は、漫画：森永いと、原作：東ゆきによる日本の恋愛漫画。DPNブックス内の「カフネ」レーベルで連載中。
2023年10月より、テレビ東京系でテレビドラマが放送された。

## 登場人物

### 主要人物
中条 瞳
OL。突如引退したはずの舞台俳優「桐生斗真」が自分の上司として会社に現れパニックになる。推していることを隠しながら、ひたむきに彼を支え続ける。
桐生 斗真 / 高城 修一
瞳の上司「高城修一」。 元は舞台俳優の「桐生斗真」。舞台俳優を引退後、父が経営する会社に就職する。

## 書誌情報
- 著者：森永いと / 原作：東ゆき『推しが上司になりまして』ハーパーコリンズ・ジャパン〈プティルコミックス〉、既刊3巻（2025年5月23日現在）
  1. 2023年9月15日発売[3]、ISBN 978-4-596-52422-5
  2. 2023年9月15日発売[4]、ISBN 978-4-596-52424-9
  3. 2025年5月23日発売[5]、ISBN 978-4-596-72973-6

## テレビドラマ
2023年10月5日（4日深夜）から12月21日（20日深夜）まで、テレビ東京系「ドラマNEXT」枠にて放送された。主演は鈴木愛理。新設定のドラマ第2弾『推しが上司になりまして フルスロットル』が2025年10月9日（8日深夜）からテレビ東京系で放送される予定。

### キャスト

#### 主要人物（テレビドラマ）
中条瞳
演 - 鈴木愛理
OL。突如引退したはずの舞台俳優「桐生斗真」が自分の上司として会社に現れパニックになる。
推していることを隠しながら、ひたむきに彼を支え続ける。
桐生斗真 / 高城修一
演 - 片寄涼太（GENERATIONS）
元舞台俳優「桐生斗真」。現在は瞳の上司「高城修一」。
舞台俳優を引退後、父が経営する会社に就職する。

#### 周辺人物
倉吉素子
演 - ゆりやんレトリィバァ
瞳の親友。
桜木和樹
演 - 高野洸
舞台俳優。修一の後輩。
佐久本淳也
演 - 植田圭輔
舞台俳優。修一のライバル。
ケイコ
演 - 高柳明音
瞳の友達。修一推し
マキ
演 - 佐藤晴美
瞳の友達。佐久本淳也推し
原田静華
演 - 兒玉遥
雑誌記者。修一のファン
佐伯智花
演 - 吉田朱里
佐伯製薬令嬢。修一の幼馴染

#### TKGカンパニー
瞳と修一が勤務する会社。
中村和馬
演 - 渡辺佑太朗
新規事業イベント推進部の社員。
真島明日香
演 - 稲田美紀（紅しょうが）
新規事業イベント推進部の社員。
藤井元久
演 - カルマ
新規事業イベント推進部の社員。
青木玲奈
演 - 福田愛依
新規事業イベント推進部の社員。
木山慶介
演 - 徳重聡
本部長。

### スタッフ
- 原作 - 東ゆき、漫画：森永いと『推しが上司になりまして』（DPNブックス）[2]
- 脚本 - 蛭田直美、今西祐子、青塚美穂、東ゆき、伊澤理絵、山岡潤平[2]
- 音楽 - スキャット後藤[9]
- 監督 - 本田隆一、小野浩司、松下敏也[2]
- 主題歌 - 鈴木愛理「最強の推し!」（Epic Records Japan）[10]
- オープニングテーマ - 片寄涼太（GENERATIONS）「Dance the life away」（rhythm zone）[11]
- 主題歌振付 - 槙田紗子（アシスタント：松本梨菜）
- チーフプロデューサー - 山鹿達也（テレビ東京）[2]
- プロデューサー - 川村庄子（テレビ東京）、小田彩（アクシーズ）、 木川康利（アクシーズ）、増田玲介（アクシーズ）[2]
- 制作 - テレビ東京、アクシーズ[2]
- 製作著作 - 「推しが上司になりまして」製作委員会[2]

### 放送日程
| 各話   | 放送日   | サブタイトル                        | 脚本     | 監督     |
| ------ | -------- | ----------------------------------- | -------- | -------- |
| 第1話  | 10月05日 |                                     | 蛭田直美 | 本田隆一 |
| 第2話  | 10月12日 |                                     | 今西祐子 | 本田隆一 |
| 第3話  | 10月19日 |                                     | 青塚美穂 | 小野浩司 |
| 第4話  | 10月26日 |                                     | 青塚美穂 | 本田隆一 |
| 第5話  | 11月02日 | 真夜中の舞台…秘密とキス!            | 東ゆき   | 本田隆一 |
| 第6話  | 11月09日 | 危険な初デート!                     | 今西祐子 | 小野浩司 |
| 第7話  | 11月16日 | 衝撃写真!リアルな恋と推し活女子対決 | 今西祐子 | 松下敏也 |
| 第8話  | 11月23日 | 推しの新恋人登場!?                  | 山岡潤平 | 本田隆一 |
| 第9話  | 11月30日 | 推しをめぐる女たちと熱愛の夜        | 伊澤理絵 | 小野浩司 |
| 第10話 | 12月07日 | 恋のBBQ大会と推しのサプライズ       | 山岡潤平 | 本田隆一 |
| 第11話 | 12月14日 | 恋の初体験 ライバルに揺れる未来     | 伊澤理絵 | 本田隆一 |
| 第12話 | 12月21日 | 消えないで部長!夢恋の結末           | 山岡潤平 | 本田隆一 |

### 放送局
| 放送期間                      | 放送時間         | 放送局         | 対象地域       | 備考   |
| ----------------------------- | ---------------- | -------------- | -------------- | ------ |
| 2023年10月5日 - 12月21日      | 木曜 0:30 - 1:00 | テレビ東京     | 関東広域圏     | 製作局 |
|                               |                  | テレビ大阪     | 大阪府         |        |
|                               |                  | テレビ愛知     | 愛知県         |        |
|                               |                  | テレビせとうち | 岡山県・香川県 |        |
|                               |                  | テレビ北海道   | 北海道         |        |
|                               |                  | TVQ九州放送    | 福岡県         |        |
| 2023年11月2日 - 2024年2月1日  | 木曜 0:00 - 0:30 | びわ湖放送     | 滋賀県         |        |
| 2023年11月2日 - 2024年1月25日 | 木曜 2:00 - 2:30 | テレビ和歌山   | 和歌山県       |        |

### ネット配信
| 配信開始月 | 配信サイト     | 配信料金     | 備考                                   |
| ---------- | -------------- | ------------ | -------------------------------------- |
| 2023年9月  | U-NEXT         | 定額制有料   | 9月27日21時より各話1週間独占先行配信。 |
| 2023年10月 | ネットもテレ東 | 広告付き無料 | 見逃し配信                             |
| 2023年10月 | TVer           | 広告付き無料 | 見逃し配信                             |

| テレビ東京系 ドラマNEXT                                | テレビ東京系 ドラマNEXT                                            | テレビ東京系 ドラマNEXT                     |
| 前番組                                                 | 番組名                                                             | 次番組                                      |
| ------------------------------------------------------ | ------------------------------------------------------------------ | ------------------------------------------- |
| みなと商事コインランドリー2 （2023年7月6日 - 9月21日） | 推しが上司になりまして （2023年10月5日 - 12月21日）                | パティスリーMON （2024年1月11日 - 3月28日） |
| 雨上がりの僕らについて （2025年7月3日 - ）             | 推しが上司になりまして フルスロットル （2025年10月9日 - 〈予定〉） | -                                           |